# Criminal Tango
Albums de Manfred Mann's Earth Band
Budapest Live
(1984) Masque
(1987)
Criminal Tango est un album pop rock enregistré par le Manfred Mann's Earth Band en 1986.

## Titres
1. Going Underground (Paul Weller) – 5:18
2. Who Are The Mystery Kids? (Mann, Garland Jeffreys) – 3:44
3. Banquet (Joni Mitchell) – 5:17
4. Killer On The Loose (Denny Newman) – 3:59
5. Do Anything You Wanna Do (Graham Douglas, Edwin Holis) – 4:14
6. Rescue (Mann, Mick Rogers) – 2:59
7. You Got Me Right Through The Heart (Robert Byrne) – 3:53
8. Bulldog (John Lennon, Paul McCartney) – 4:23
9. Crossfire (Mann, Rogers, John Lingwood) – 3:47

### Bonus de l'édition 1999
1. Runner (12" version) (Ian Thomas) – 4:39
2. Rebel" (U.S. single version) (Reg Laws) – 4:08
3. Do Anything You Wanna Do (12" version) (Graham Douglas, Edwin Holis) – 6:28
4. Going Underground (alternate single version) (Weller) – 3:01

## Musiciens
- Manfred Mann : piano, orgue, synthétiseur
- Chris Thompson : chant
- Mick Rogers : guitare, chant
- Steve Kinch : basse
- John Lingwood : batterie, percussions

### Musiciens additionnels
- Durban Betancourt-Laverde : basse
- John Giblin : basse